# Blob (Fluido mortale)
Il Blob è un mostro alieno, protagonista di alcuni film di fantascienza a partire da Fluido mortale (The Blob), diretto dal Irvin S. Yeaworth Jr. nel 1958, per proseguire con Beware! The Blob, diretto da Larry Hagman nel 1972, e Blob - Il fluido che uccide (The Blob), diretto nel 1988 da Chuck Russell. 
Il Blob è uno dei mostri cinematografici più caratteristici e celebri della storia del cinema e il film Fluido mortale è considerato un cult.
Il mostro è una massa informe e uno dei più classici esempi delle creature immaginarie dette melme.

## Origine del nome
Il nome del film originale The Blob (Fluido mortale, nell'edizione in italiano), e di conseguenza della creatura, era The Glob, fu la sceneggiatrice Kay Linaker a riferirsi al mostro del film identificandolo con l'appellativo di "The Blob". Secondo altre fonti, allo scopo di evitare il sorgere di problemi legati ad omonimie (il disegnatore Walt Kelly aveva già usato The Glob come titolo per un suo libro per bambini), il titolo fu cambiato in The Blob In seguito il termine "blob" è divenuto sinonimo di "informe mostro alieno".

## Storia del personaggio

### Il Blob originale
Nel film Fluido mortale non vengono svelate le origini del Blob, giunto sulla terra tramite una piccola meteora. Il Blob è un ammasso gelatinoso di colore rossastro e di forma indefinita. Si muove rotolando su sé stesso. È paragonabile a un grosso macrofago del sangue, e come esso si procura il nutrimento assimilando la carne di ogni essere vivente che incontra sulla sua strada, uccidendolo orribilmente al suo interno in pochi secondi.
Man mano che si nutre, esso cresce e aumenta di volume, diventando enorme. Non conosce ostacoli, e riesce a passare attraverso qualunque varco e penetrando ovunque. È praticamente indistruttibile e resiste a bombe, scosse elettriche, calore estremo. L'unica cosa che lo può fermare è il freddo, che ne indurisce la struttura bloccandolo e impedendogli di muoversi, ma comunque non uccidendolo.
Nel film Fluido mortale (The Blob, 1958) viene fermato dal freddo generato dagli estintori ad anidride carbonica, e successivamente trasportato nell'Artico dove il freddo lo terrà bloccato. Non si sa se il Blob abbia una sorta di intelligenza, ma avverte sicuramente le variazioni di luce, temperatura, magnetismo, e capta anche i movimenti degli esseri che gli stanno intorno. 
Nel sequel del 1972, Beware! The Blob, la creatura viene incautamente scongelata e portata a Los Angeles da un tecnico di oleodotti. Qui semina il panico e divora moltissime persone prima di venir arrestata dall'impianto di refrigerazione di una pista di pattinaggio.

### Blob - Il fluido che uccide
Il Blob presente nel film Blob - Il fluido che uccide di Chuck Russell è un essere gelatinoso simile al Blob originale, ma non ha origine aliena. È invece un organismo monocellulare (nell'edizione italiana del film si parla di "virus"), creato nello spazio a bordo di un satellite artificiale e cresciuto esponenzialmente, frutto di esperimenti militari di guerra batteriologica.
Anch'esso è vulnerabile al freddo, ma è più solido e resistente e sviluppa tentacoli molto lunghi e prensili, con i quali è in grado di afferrare qualsiasi cosa intorno a lui e di assimilarla in breve tempo.

## Realizzazione
Per rappresentare l'informe creatura nel film Fluido mortale, venne utilizzata una mistura di silicone verniciata di rosso fragola. La vernice veniva rinnovata numerose volte durante il giorno così da conferirle brillantezza.
Per la realizzazione del Blob di Beware! The Blob, sono stati utilizzati vari galloni di silicone rosso essiccato. In altre scene del film del '72 sono inoltre stati impiegati vari altri materiali, come un grande pallone rosso, fogli semi-trasparenti di plastica rossa, un grande cilindro rotante di silicone rosso piazzato davanti alle lenti della cinepresa (cui i fan fanno riferimento come i "Blob-Cam" shot).
Per il film del 1988 venne usato del silicone, tranne due scene, create con i primi modelli 3D usati ai tempi, anche con scarsa tecnologia.

## Serie cinematografica
- Fluido mortale (The Blob, 1958)
- Beware! The Blob (1972)
- Blob - Il fluido che uccide (The Blob, 1988)

## Influenza nei media

### Animazione
- Nel 1997 è stata trasmessa una serie animata per bambini intitolata The Blobs, con protagonisti dei simpatici mostriciattoli informi.
- Il mostro viene citato anche nella parte Una vedova allegra ma non blob (Married to the blob) dell'episodio La paura fa novanta XVII (Treehouse of Horror XVII), del 2006 della serie I Simpson.
- Il personaggio di B.O.B. nel film d'animazione del 2009 Mostri contro alieni è ispirato al mostro di Fluido mortale.[7]
- Un personaggio chiamato Horrible Gelatinous Blob compare in svariati episodi della serie animata Futurama.

### Cinema
- Un mostro similare al Blob appare già nelle due pellicole britanniche, precedenti però a Fluido mortale, L'astronave atomica del dottor Quatermass (The Quatermass Experiment, 1955) e X contro il centro atomico (X the Unknown, 1956), prodotti entrambi dalla Hammer Film Productions. Nel primo caso la creatura è ugualmente aliena, nel secondo proviene invece dalle viscere della Terra.
- Un'idea molto simile, un mostro alieno similare al Blob, anch'esso di colore rosso (seppura la pellicola sia in bianco e nero), che fagocita gli esseri umani, è presente nel film Space Master X-7 del 1958.[8]
- Il mostro alieno presente nel film Il nemico di fuoco (The Flame Barrier) del 1958 è un ammasso gelatinoso che uccide i terrestri inglobandoli simile al Blob di Fluido mortale.
- Un mostro similare viene utilizzato nel film horror fantascientifico del 1959 diretto da Riccardo Freda Caltiki il mostro immortale.
- Un blob azzurro compare nel film giapponese di fantascienza Distruggete DC59 - Da base spaziale a Hong Kong (Kyuketsuki Gokemidoro), diretto da Hajime Satô nel 1968.
- Una sorta di blob viene usato nel film Ghostbusters 2 dove viene replicata la famosa scena del fluido che fuoriesce da una griglia di ventilazione.
- Una sorta di blob verde minaccia la Terra nel film di coproduzione italo-giapponese-statunitense Il fango verde (The Green Slime a.k.a. Ganmā Daisan Gō: Uchū Daisakusen), diretto da Kinji Fukasaku nel 1968.

### Altro
- Tra gli anni settanta e ottanta, la Toseroni commercializzò un gelato a cono, sovrastato da una palla ricoperta di cioccolato e granella di nocciole con il nome Blob.[9]
- Il programma di Rai 3 del 1989 Blob ha utilizzato la stessa grafica nel nome del terzo film Il fluido che uccide del 1988.
- Robert Lawrence Stine, L'avventura del mostruoso blob, collana Piccoli brividi, traduzione di Cristina Scalabrini, Arnoldo Mondadori Editore, 1999, ISBN 88-04-46677-4.
- Tales from Space: About a Blob, videogioco del 2011 per PlayStation.